# Comuna Obtove, Kroleveț
Obtove (în ucraineană Обтове) este o comună în raionul Kroleveț, regiunea Sumî, Ucraina, formată din satele Hubarivșciîna, Obtove (reședința) și Pohorilivka.

## Demografie
Componența lingvistică a comunei Obtove
     Ucraineană (97,25%)
     Rusă (2,58%)
     Alte limbi (0,11%)
Conform recensământului din 2001, majoritatea populației comunei Obtove era vorbitoare de ucraineană (97,25%), existând în minoritate și vorbitori de rusă (2,58%).